# Mistrzostwa Świata FIBT 1953
Mistrzostwa Świata FIBT 1953 odbyły się w dniu 1 lutego 1953 w niemieckiej miejscowości Garmisch-Partenkirchen, gdzie rozegrano konkurencję męskich dwójek i czwórek bobslejowych.

## Dwójki
- Data: 1 lutego 1953

| Miejsce | Państwo    | Zawodnik                    | Czas |
| ------- | ---------- | --------------------------- | ---- |
| 1       | Szwajcaria | Felix Endrich Fritz Stöckli | -    |
| 2       | RFN        | Andreas Ostler Franz Kemser | -    |
| 3       | RFN        | Theo Kitt Lorenz Nieberl    | -    |

## Czwórki
- Data: 1 lutego 1953

| Miejsce | Państwo           | Zawodnik | Czas |
| ------- | ----------------- | --- | ---- |
| 1       | Stany Zjednoczone | Lloyd Johnson Piet Biesiadecki Hubert Miller Joseph Smith                                                                   | -    |
| 2       | RFN               | Andreas Ostler Heinz Wendlinger Hans Hohenester Rudi Erben                                                                  | -    |
| 3       | Szwecja · RFN     | Kjell Holmström Walter Aronsson Nils Landgren Jan de Man Lapidoth Hans Rösch Michael Pössinger Dix Terne Sylvester Wackerle | -    |

## Tabela medalowa
| Miejsce | Państwo           |   |   |   | Razem |
| ------- | ----------------- | - | - | - | ----- |
| 1.      | Szwajcaria        | 1 | 0 | 0 | 1     |
| 1.      | Stany Zjednoczone | 1 | 0 | 0 | 1     |
| 3.      | RFN               | 0 | 2 | 2 | 4     |
| 4.      | Szwecja           | 0 | 0 | 1 | 1     |